# Интегрално уравнение
В математиката интегрално уравнение е такова уравнение, при което неизвестна функция се намира под знака на интеграла. Названието интегрално уравнение е употребено първо от Дюбоа Реймон през 1886 г., а после и от Давид Хилберт. Той въвежда класификацията им – уравнения от първи и втори род през 1904 г., а по-късно Пикар добавя към названието и името на Волтера. В началото на века се въвеждат и термините „ядро“, „спектър“, „собствена стойност“ и др.
Първото интегрално уравнение е разгледано от Нилс Абел. При задачата за обобщението на тавтохроната той получава уравнението
{\displaystyle g(x)=\int \limits _{0}^{x}{\frac {f(s)ds}{(x-s)^{a}}},0\leq \alpha \leq 1,g(0)=0}
и намира решението му през 1826 г.
Математиците от XIX век стигат до отделни интегрални уравнения например при задачата за обръщането на трансформацията на Лаплас, но създаването на общата теория започва едва с работите на Волтера. В серия статии (1884 – 1896) той развива общ метод, който след това става основа за работите на Фредхолм и Хилберт.

## Фредхолм
Шведският математик Ерик Ивар Фредхолм изследва уравнението
{\displaystyle F(x)=\phi (x)+\int \limits _{0}^{1}N(x,s)\phi (s)ds}
, което той нарича „абелово функционално уравнение“. През 1908 г. Парижката академия на науките присъжда на Фредхолм премията на Понсле за работите му по интегрални уравнение от 1900 – 1903 г.

## Хилберт
След Фредхолм теорията на интегралните уравнение продължава да се развива от Хилберт. Резултатите му, изложени отначало в негови семинари и в лекции, са публикувани в 6 статии, а впоследствие издадени в отделна книга. Може да се проследи как се изменя подходът на Хилберт: в първите три статии интегралните уравнения се разглеждат като система линейни уравнения с безброй много неизвестни, а от четвъртата статия нататък е развита теорията на безкрайните квадратични форми. В Хилбертовата школа се създава и привичната днес терминология.